# Sky Gates Airlines
Sky Gates Airlines est une compagnie aérienne russe de fret et de passagers opérant principalement depuis les aéroports de Joukovski et Cheremetievo à Moscou, en Russie, où se trouvait également son siège social,,,.

## Histoire

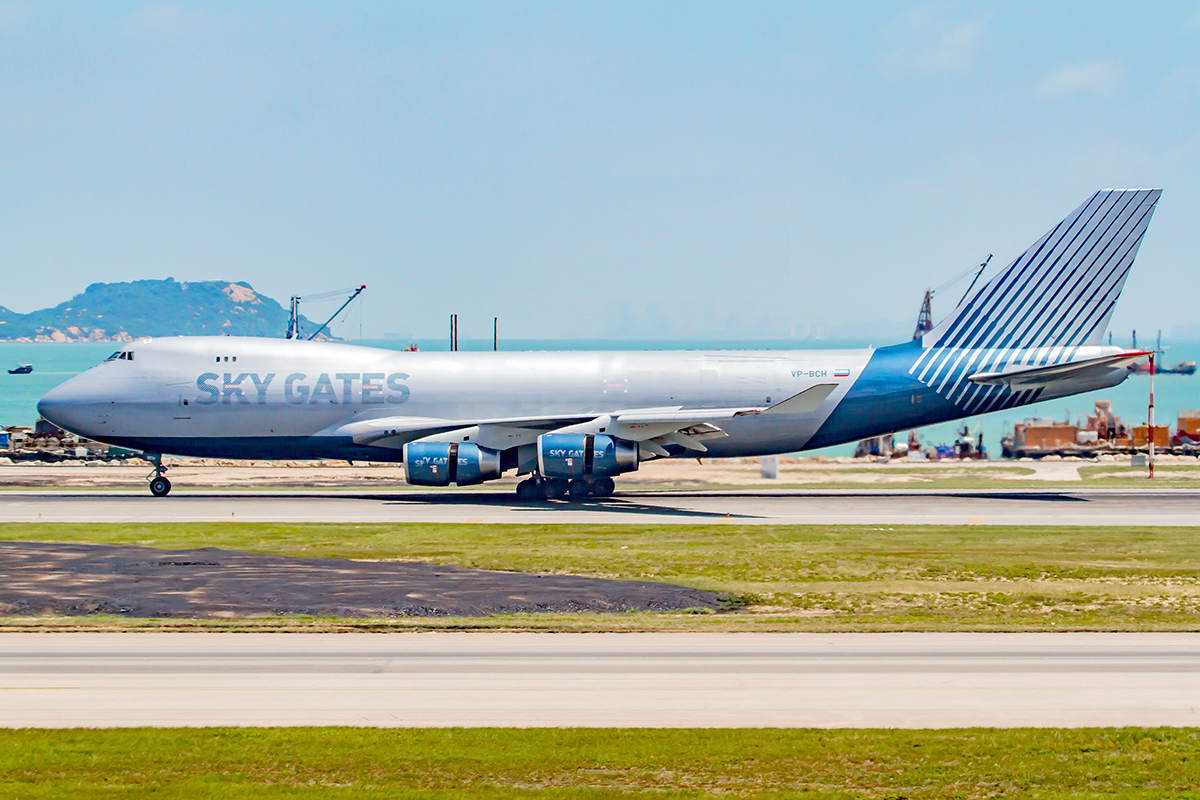
Un Boeing 747-400F de Sky Gates Airlines.

En octobre 2016, Sky Gates a commencé ses services domestiques et internationaux depuis l’aéroport de Sheremetyevo à Moscou à l’aide d’un Boeing 747-400F loué.
Sky Gates Airlines a suspendu toutes ses opérations en février 2022 en raison des sanctions et envisageait de relancer ses services dans un avenir proche.
En mars 2022, la compagnie azerbaïdjanaise Silk Way West Airlines a repris les deux appareils de Sky Gates. Au même moment, le certificat d’exploitation de la compagnie a été suspendu à sa demande.
En août 2023, la compagnie a été rachetée par Red Wings Airlines, et en décembre de la même année, les opérations ont été relancées.

## Flotte
En date d'avril 2025, la flotte de Sky Gates Airlines se compose des avions suivants,, :
| Avion                 | En flotte | Commandes | Remarques |
| --------------------- | --------- | --------- | --------- |
| Iliouchine Il-96-400T | 2         | 0         |           |
| Iliouchine Il-76TD    | 1         | 0         |           |